# Qudsia Begum
Qudsia Begum, nascuda Udham Bai (fl. 1768) va ser esposa de l'emperador mogol Muhammad Shah i mare de l'emperador Ahmad Shah Bahadur. Va ser administradora i va servir com a regent de facto de l'Índia des de 1748 fins a 1754.

## Primers anys
Hindú d'origen, Udham Bai havia estat antigament una ballarina pública. Tenia un germà anomenat Man Khan. Va ser presentada a Muhammad Shah per Khadija Khanum, la filla d'Umdat-Ul-Mulk, Amir Khan. L'emperador va quedar tan fascinat per ella, que la va elevar a la dignitat d'emperadriu, si bé molts la veien com una dona sense refinament que denigrava la seva posició. Va donar a llum l'únic fill supervivent de Muhammad Shah, Ahmad Shah Bahadur el 23 de desembre de 1725. El seu fill, però, va ser criat per les emperadrius de Muhammad Shah , Badshah Begum i Sahiba Mahal.

## Emperadriu vídua
L'abril de 1748 va morir Muhammad Shah. El seu fill, Ahmad Shah Bahadur, que estava al campament amb Safdar Jang prop de Panipat per tornar a Delhi i reclamar el tron. Per consell de Safdar Jang, va ser entronitzat a Panipat i va tornar a Delhi uns dies després. Ahmad Shah Bahadur va demostrar ser un governant ineficaç i molt influenciat per la seva mare. Una sèrie de derrotes i lluites internes van portar a la seva caiguda.
Successivament se li van donar els títols de "Bai-Ju Sahiba", "Nawab Qudsiya", "Sahiba-uz-Zamani", "Sahibjiu Sahiba", "Hazrat Qibla-i-Alam" i "Mumtaz Mahal". Era coneguda per la seva generositat. Va donar una pensió a les begums i als fills del difunt emperador no només del tresor del govern sinó també dels seus propis fons. Però també es va comportar sense pietat amb les emperadrius Badshah Begum i Sahiba Mahal.
Els oficials imperials solien seure al seu porxo diàriament i ella discutia amb ells des de darrere d'una pantalla o per mitjà d'eunucs. Se li llegien totes les peticions del regne i la correspondència que arribava en sobres tancats i ella emetia ordres sense consultar a ningú. Un historiador de la cort es va lamentar una vegada: "Oh Déu! Que els afers de l'Hindustan haurien de ser dirigits per una dona tan estúpida com aquesta!"
Va tenir una aventura amb l'eunuc Javed Khan Nawab Bahadur. Havia treballat en el control dels criats de l'harem i com a gerent de les finques de les begums durant el regnat tardà. Javed Khan va ser assassinat per Safdar Jang el 27 d'agost de 1752. Qudsia i el seu fill el van plorar profundament. Es diu que es va posar una túnica blanca i va descartar les seves joies i ornaments com una vídua.
Se li va concedir el grau de mansab de comandar 50.000 cavalls, i el seu aniversari es va celebrar amb més pompa que la del mateix emperador. Al seu germà, Man Khan, un vagabund que rondava els carrers i que de vegades seguia la professió de ballarí en un paper secundari per a noies cantants, li concedí un mansabdar de 6.000 cavalls amb el títol de Mutaqad-ud-Daulah Bahadur. En un moment en què els soldats s'estaven amotinant diàriament pels llargs períodes d'espera per a rebre el sou i en que la cort no podia recaptar ni dues-centes mil rupies per a aquest propòsit, Qudsia Begum va gastar dos milions de rupies en la celebració del seu aniversari el 21 de gener de 1754.
El 26 de maig de 1754, Ahmad Shah va ser atacat en un viatge per una banda de marathas comandats per Malhar Rao Holkar. Mentre fugia de Sikandarabad, es va endur amb ell Qudsia Begum, el seu fill Mahmud Shah Bahadur, la seva esposa preferida Inayetpuri Bai i la seva germanastra Hazrat Begum, deixant totes les altres emperadrius i princeses a mercè dels enemics. Quan Ghazi ud-Din Khan Feroze Jung III va arribar a Delhi el 2 de juny de 1754, l'emperador va ser deposat, arrestat i empresonat amb la seva mare. Poc després tots dos van ser encegats.

## Edificis
Va exercir una gran influència i va encarregar diverses obres públiques i privades. La Mesquita daurada prop del Fort Roig va ser construïda entre 1747 i 1751 per Nawab Bahadur Javid Khan. El 1748, el seu fill va encarregar un jardí, conegut com Qudsia Bagh, que consistia en un barahdari de pedra i una mesquita al seu interior.

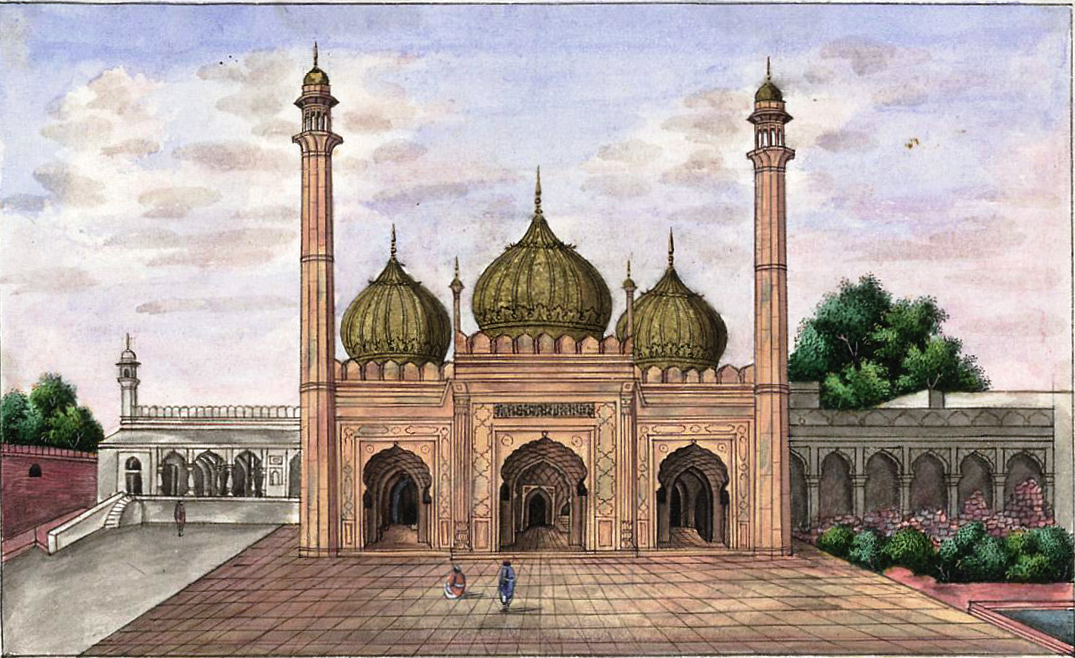
La mesquita daurada prop del Fort Roig, que va encarregar el 1747
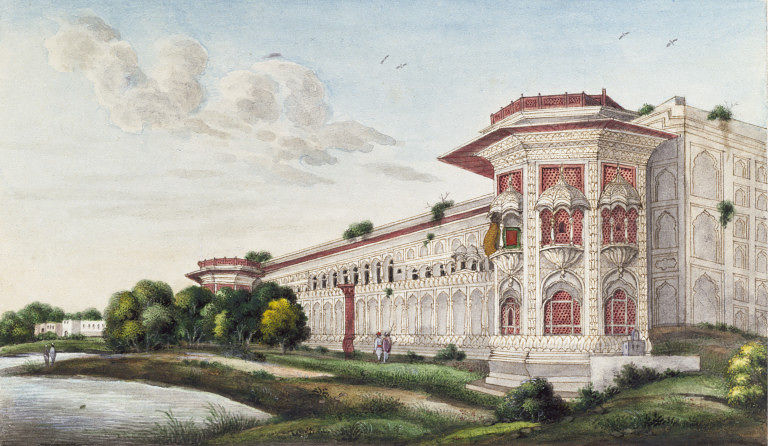
El seu palau a la vora del riu Yamuna va ser encarregat el 1748
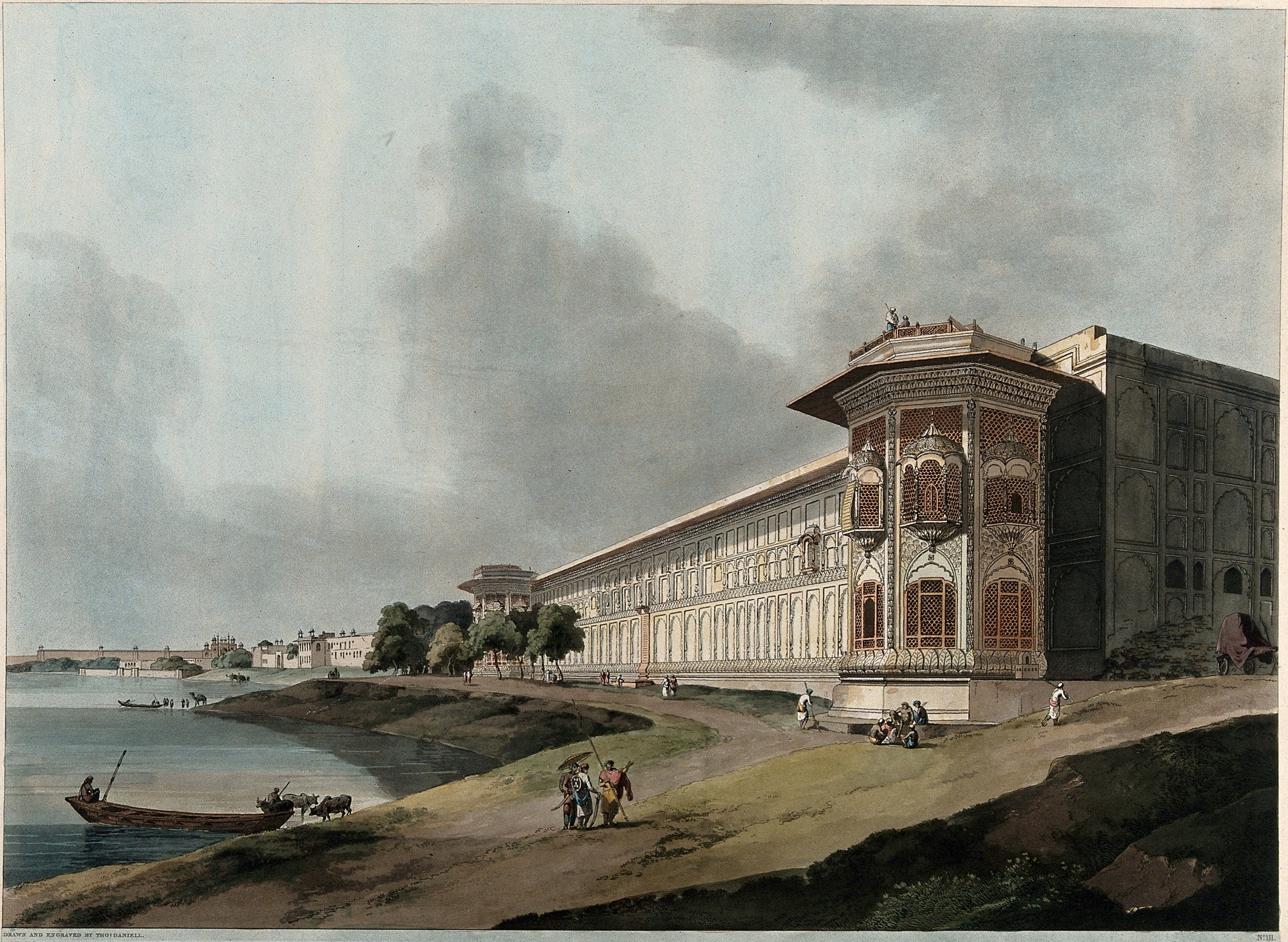
Qudsia Bagh, 1795